# Ilie Bolojan
Ilie-Gavril Bolojan (Vadu Crișului, 17 de março de 1969) é um político romeno que atuou interinamente como Presidente da Romênia de 12 de fevereiro de 2025 a 26 de maio de 2025, após a renúncia de Klaus Iohannis. Anteriormente, ele foi prefeito de Oradea e presidente do Conselho do Distrito de Bihor. Após a derrota do Partido Nacional Liberal no primeiro turno das eleições presidenciais romenas de 2024, agora anuladas, e a subsequente renúncia de Nicolae Ciucă, Bolojan se tornou o presidente interino do partido.

## Prefeito de Oradea
Em 2008, Bolojan foi eleito prefeito do município de Oradea com 50,3% dos votos, tornando-se o primeiro prefeito da cidade eleito no primeiro turno depois de 1989. Ele iniciou um programa de reformas administrativas e econômicas, modernizando a infraestrutura, reabilitando o centro histórico e atraindo investidores, tornando Oradea mais atraente do ponto de vista econômico e turístico. Em 2012 e 2016, Bolojan foi reeleito prefeito, e em 2016 obteve 70,95% dos votos.

## Presidente do Conselho do Distrito de Bihor
Em 2020, Bolojan foi eleito presidente do Conselho do distrito de Bihor com 61,5% dos votos. Ele continuou a promover o desenvolvimento de infraestruturas e projetos de atração de investimentos para o condado, melhorando os serviços públicos e criando um sistema administrativo mais eficiente e transparente.

## Presidente interino (2025)
Bolojan estava servindo como presidente do Senado da Romênia quando Klaus Iohannis renunciou em 12 de fevereiro de 2025. De acordo com as leis de sucessão presidencial, Bolojan tornou-se presidente interino e serviu até que Nicușor Dan foi eleito nas eleições presidenciais romenas de 2025.
Durante a cerimônia de entrega, Iohannis cumprimentou Bolojan no Palácio Cotroceni e teve uma breve reunião.